# Bataillons TDA lituaniens
Pour les articles homonymes, voir TDA.
Les bataillons TDA lituaniens (lituanien : Tautinio darbo apsaugos batalionas, littéralement Bataillon national de protection du travail) ou simplement TDA étaient des unités paramilitaires créées en juin-août 1941 par le gouvernement provisoire lituanien au début de l’opération Barbarossa. Les membres de la TDA étaient connus sous de nombreux noms, tels que « auxiliaires lituaniens, policiers, brassards blancs, nationalistes, rebelles, partisans ou combattants de la résistance ». La TDA devait servir de base à la future armée lituanienne indépendante, mais fut bientôt reprise par des responsables nazis et réorganisée en bataillons de la police auxiliaire lituanienne (version lituanienne de la Schutzmannschaft). La TDA est finalement transformée en 12e et 13e bataillons de police. Ces deux unités ont joué un rôle actif dans les massacres massifs de Juifs en Lituanie et en Biélorussie. Selon le rapport Jäger, des membres de la TDA ont assassiné environ 26 000 Juifs entre juillet et décembre 1941.

## Formation
Alors que l'Allemagne nazie déclare la guerre à l'Union soviétique et envahit la Lituanie, le gouvernement provisoire de Lituanie déclare l'indépendance le 23 juin 1941. Les Lituaniens espéraient restaurer la Lituanie indépendante qui existait avant l'occupation soviétique, ou au moins obtenir une certaine autonomie de la part de l'Allemagne nazie. Dans le but de rétablir l'armée lituanienne, le gouvernement provisoire annonce la formation de la TDA à Kaunas le 28 juin. Des plans pour une telle formation ont été élaborés dès le 24 mars 1941. Les hommes de l'unité se distinguent en portant un brassard blanc avec les lettres noires TDA écrites sur les manches. Andrius Butkūnas devient le premier commandant du bataillon nouvellement formé.
Les objectifs initiaux de la formation étaient de protéger des objets stratégiques (tels que des ponts ou des voies ferrées), de surveiller des prisonniers de guerre soviétiques, d’établir un ordre général à Kaunas et dans les environs. Le 4 juillet, 724 hommes, principalement d'anciens soldats et partisans lituaniens combattant lors de l'insurrection de juin contre les Soviétiques en retraite, ont réagi à l'annonce et se sont inscrits en rejoignant le bataillon. Fin juillet, sept compagnies ont été formées. Au moment de sa création, le TDA était le seul groupe armé et organisé à Kaunas et les autorités nazies en ont profité pour l'accaparer.

## Activités

### Lutte contre les Juifs
Selon un rapport publié le 6 juillet par Karl Jäger, commandant de l’Einsatzgruppe A, deux compagnies de la TDA étaient largement impliquées dans la Shoah : l’une visait à rassembler et à exécuter des Juifs au Septième fort de la forteresse de Kaunas et l'autre a été assignée à l'Einsatzkommando. Selon les nombreuses enquêtes menées par les autorités soviétiques après la guerre, le nombre d'exécutions de Juifs se multipliant, de plus en plus de membres de la TDA ont été impliqués dans les tueries. En contrepartie, la TDA a commencé à perdre ses membres : entre le 5 et le 11 juillet, 117 d'entre eux ont démissionné. Le commandant de la 1re compagnie, particulièrement impliqué dans les exécutions, s'est suicidé le 12 juillet. La 3e compagnie fut assignée au tristement célèbre Rollkommando Hamann commandé par Joachim Hamann, une petite unité mobile ayant commis de nombreux massacres dans les campagnes lituaniennes et estoniennes en juillet-octobre 1941. Selon le rapport Jäger, les membres de la TDA ont assassiné environ 26 000 Juifs entre juillet et décembre 1941.

### Réorganisations
Dans la nuit du 23 au 24 juillet, certains membres de la TDA ont été impliqués dans une tentative de coup d'État contre le gouvernement provisoire. Organisé par des membres de l'association Iron Wolf et soutenu par la Gestapo allemande, a réussi à remplacer le leadership de la TDA. Le commandant Butkūnas a été remplacé par Kazys Šimkus.
Le gouvernement provisoire s'est dissous le 5 août 1941. Le lendemain, Franz Lechthaler a pris le commandement de toutes les unités de police, y compris la TDA. Le 7 août, alors que la TDA comptait 703 membres, Lechthaler ordonna de réorganiser le bataillon en deux bataillons de police auxiliaire ou Hilfspolizei (lituanien : Pagalbinės policijos tarnyba ou PPT) et renommé en conséquence. En août, trois autres bataillons du PPT ont été formés et en octobre, les cinq bataillons furent renommés bataillons de sécurité (lituanien : apsaugos batalionas).

### Liquidation et persécution

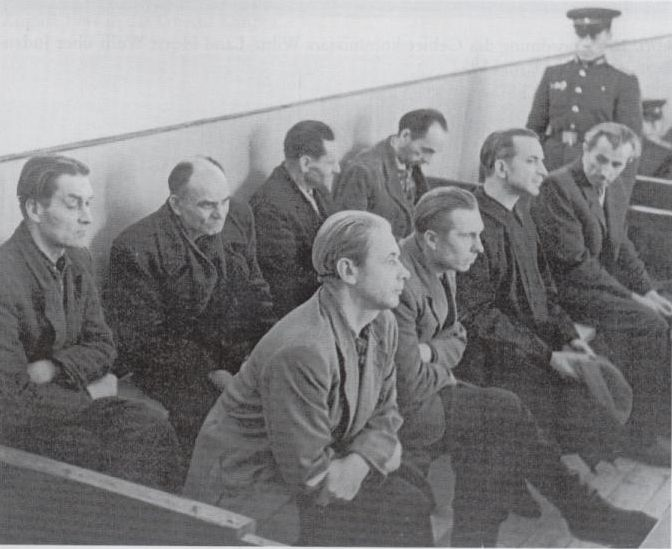
Huit membres de la TDA jugés en 1961 (reconnus coupables et exécutés).

En décembre, les cinq bataillons ont été réorganisés : le 1er bataillon devient le 13e, le 2e en 12e et le 3e en 11e bataillon d'unités d'autodéfense (lituanien : Lietuvių savisaugos dalys). En 1942, le nouveau 13e bataillon fut réaffecté pour lutter contre les partisans soviétiques près de Pskov et de Tver, avant de battre en retraite aux côtés de la Wehrmacht en 1944. Ses membres ont été capturés par l'Armée rouge ou se sont cachés dans les forêts lituaniennes. De nombreux membres ont été persécutés par les autorités soviétiques pour leurs activités anti-soviétiques. Certains ont été exécutés, d'autres emprisonnés au goulag. Les enquêtes soviétiques se poursuivirent jusqu'en 1979, année de la dernière exécution à Minsk.